# Lista de prefeitos de Taboão da Serra
Esta é a lista de prefeitos e vice-prefeitos do município de Taboão da Serra, localizado no Estado brasileiro de São Paulo.
| Nº | Nome                        | Partido                                                          | Vice-prefeito                  | Início do mandato       | Fim do mandato         | Observações                                     |
| 1  | Nicola Vivilechio           | Partido Trabalhista Nacional PTN                                 | José Domingues de Moraes Filho | 1º de janeiro de 1960   | 31 de dezembro de 1963 | Prefeito e vice eleitos em sufrágio universal   |
| 2  | Laurita Ortega Mari         | Partido Social Progressista PSP                                  | Oswaldo Cesário de Oliveira    | 1º de janeiro de 1964   | 31 de janeiro de 1969  | Prefeita e vice eleitos em sufrágio universal   |
| 3  | Ary Daú                     |                                                                  | Mituzi Takeuti                 | 1º de fevereiro de 1969 | 31 de janeiro de 1973  | Prefeito e vice eleitos em sufrágio universal   |
| 4  | Oswaldo Cesário de Oliveira | Aliança Renovadora Nacional ARENA                                | Antonio Martins Ribeiro        | 1º de fevereiro de 1973 | 31 de janeiro de 1977  | Prefeito e vice eleitos em sufrágio universal   |
| 5  | Armando Andrade*            | Aliança Renovadora Nacional ARENA/Partido Democrático Social PDS | José Domingues de Moraes Filho | 1º de fevereiro de 1977 | 14 de maio de 1982     | Prefeito e vice eleitos em sufrágio universal   |
| 6  | José Vicente Buscarini*     | Partido do Movimento Democrático Brasileiro PMDB                 | Joaquim Ferreira               | 15 de maio de 1982      | 31 de dezembro de 1988 | Prefeito e vice eleitos em sufrágio universal   |
| 7  | Armando Andrade             | Partido Trabalhista Brasileiro PTB                               | Fernando Fernandes Filho       | 1º de janeiro de 1989   | 31 de dezembro de 1992 | Prefeito e vice eleitos em sufrágio universal   |
| 8  | José Vicente Buscarini      | Partido Movimento Democrático Brasileiro PMDB                    | Luiz Alberto Fratini, Lune     | 1º de janeiro de 1993   | 31 de dezembro de 1996 | Prefeito e vice eleitos em sufrágio universal   |
| 9  | Fernando Fernandes Filho    | Partido Progressista Brasileiro PPB                              | Israel Luciano                 | 1º de janeiro de 1997   | 31 de dezembro de 2000 | Prefeito e vice eleitos em sufrágio universal   |
| 9  | Fernando Fernandes Filho    | Partido da Social Democracia Brasileira PSDB                     | Israel Luciano                 | 1º de janeiro de 2001   | 31 de dezembro de 2004 | Prefeito e vice reeleitos em sufrágio universal |
| 10 | Evilásio Cavalcante Farias  | Partido Socialista Brasileiro PSB                                | Márcia Regina da Silva (PT)    | 1º de janeiro de 2005   | 31 de dezembro de 2008 | Prefeito e vice eleitos em sufrágio universal   |
| 10 | Evilásio Cavalcante Farias  | Partido Socialista Brasileiro PSB                                | Márcia Regina da Silva (PT)    | 1º de janeiro de 2009   | 31 de dezembro de 2012 | Prefeito e vice reeleitos em sufrágio universal |
| 11 | Fernando Fernandes Filho    | Partido da Social Democracia Brasileira PSDB                     | Laércio Lopes (PTB)            | 1º de janeiro de 2013   | 31 de dezembro de 2016 | Prefeito e vice eleitos em sufrágio universal   |
| 11 | Fernando Fernandes Filho    | Partido da Social Democracia Brasileira PSDB                     | Laércio Lopes (PTB)            | 1º de janeiro de 2017   | 31 de dezembro de 2020 | Prefeito e vice reeleitos em sufrágio universal |
| 12 | José Aprígio da Silva       | Podemos PODE                                                     | José Vicente Buscarini (PSD)   | 1º de janeiro de 2021   | 31 de Dezembro de 2024 | Prefeito e vice eleitos em sufrágio universal   |
| 13 | Daniel Plana Bogalho        | União Brasil UNIÃO                                               | Érica Teixeira Franquini (MDB) | 1º de janeiro de 2025   | Atual                  | Prefeito e vice eleitos em sufrágio universal   |

Nota: Nas eleições de 1976 e 1981, devido às regras vigentes, o partido com mais votos entre os candidatos em disputa elegia o prefeito. Laurita Ortega Mari em 1976 e José Domingues de Moraes Filho em 1981 foram os mais votados nas eleições.